# Bohuspåskrislav
Bohuspåskrislav (Stereocaulon delisei) är en lavart som beskrevs av Bory ex Duby. Bohuspåskrislav ingår i släktet Stereocaulon och familjen Stereocaulaceae.  Arten är nationellt utdöd i Sverige.Inga underarter finns listade i Catalogue of Life.